# Maipú (município)
Maipú é um partido (município) da província de Buenos Aires, na Argentina. Possuía, de acordo com estimativa de 2019, 10.372 habitantes.